# Ai-tupuai
Ai-tupuai är helandets gudinna inom Tahitis mytologi. 